# اتحادیه کولا
اتحادیه کولا (به لاتین: Kulla Union) یک منطقهٔ مسکونی در بنگلادش است که در Assasuni Upazila واقع شده‌است.
 اتحادیه کولا ۲۰٫۵۸ کیلومتر مربع مساحت و ۴۴٬۲۶۳ نفر جمعیت دارد.